# Hans Flügel
Hans Flügel (* 11. März 1930; † 2012) war ein deutscher Fußballspieler. Als linker Flügelstürmer von Borussia Dortmund gehörte er in den Runden 1952/53, 1955/56 und 1956/57 dreimal den Meistermannschaften des BVB in der Fußball-Oberliga West an. Am 9. November 1952 kam er zu einem Einsatz in der deutschen B-Fußballnationalmannschaft.

## Laufbahn
Zur Runde 1950/51 kam der gelernte Bäcker von Tura Elsen (Stadt Paderborn) an den Borsigplatz zu Borussia Dortmund. Er war ein schneller Flügelstürmer mit Abschlussqualitäten, aber sehr verletzungsanfällig. Bereits am Starttag, den 27. August 1950, beim 2:1-Heimerfolg gegen die SpVgg Erkenschwick brachte ihn Trainer Hans-Josef Kretschmann zum Debüt in der Oberliga. Er bildete zusammen mit Werner Erdmann, Edmond Kasperski, Josef Linneweber und Erich Schanko den Angriff der Schwarz-Gelben. Am zweiten Rundenspieltag steuerte er zwei Treffer zum 5:0-Auswärtserfolg bei Borussia Mönchengladbach bei. Im Lauf der Runde kam er auf 22 Ligaeinsätze mit vier Toren und Dortmund belegte den dritten Rang.
Zur Runde 1951/52 kam mit Hans Schmidt ein neuer Trainer zur Mannschaft vom Stadion Rote Erde und mit Alfred Niepieklo ein torgefährlicher Angreifer. Flügel, der rasante Flügelsprinter, erzielte in 25 Oberligaspielen 14 Tore und der BVB belegte den vierten Rang. Vom 17. bis 19. Spieltag, den 6. Januar bis 20. Januar 1952, gelangen dem Dortmunder Linksaußen in den drei Rundenspielen gegen den 1. FC Köln, Rheydter SV und Schalke 04 jeweils zwei Treffer. Als Dortmund gegen Spfr. Katernberg mit 9:1 und Hamborn 07 mit 7:0 Toren zwei Kantersiege erspielten, trug er sich jeweils mit einem Treffer in die Torschützenliste ein. Im zweiten Trainerjahr des Ex-Nürnbergers „Bumbes“ Schmidt, 1952/53, gelang dem BVB vor dem 1. FC Köln und Rot-Weiss Essen der Titelgewinn. Alfred Preißler war wieder aus Münster zurückgekehrt und Heinrich Kwiatkowski hütete das Tor. Hans Flügel hatte mit 23 Ligaeinsätzen und neun Toren seinen Anteil an der Meisterschaft. Seine Qualitäten als Flügelstürmer brachten ihn am 9. November 1952 beim Länderspiel in Basel gegen die Schweiz in die B-Nationalmannschaft. Er bildete zusammen mit Rechtsaußen Felix Gerritzen beim 2:0-Erfolg die deutsche Flügelzange und Mittelstürmer Willi Schröder zeichnete sich als zweifacher Torschütze aus. Auch sein Einsatz am 1. Februar 1953 in Düsseldorf beim Repräsentativspiel zwischen Westdeutschland und der Südwestauswahl war eine Bestätigung seiner eindrucksvollen Leistung im BVB-Trikot. In der Endrunde um die deutsche Meisterschaft 1953 war er in allen sechs Partien gegen den VfB Stuttgart, Hamburger SV und Union 06 Berlin am Ball. Die Endrunde eröffnete Dortmund am 3. Mai mit einem 2:1-Heimerfolg. In der 75. Minute erzielte Flügel dabei den 2:1-Siegtreffer. Beim 4:1-Heimerfolg am 24. Mai gegen den Hamburger SV erzielte er gegen seinen Kontrahenten Walter Schemel (Rechter Verteidiger) zwei Tore. Durch die 1:2-Niederlage am letzten Endrundenspieltag, den 7. Juni, beim VfB Stuttgart, verspielte sich Dortmund punktgleich die Endspielteilnahme. In sechs Spielen hatte Flügel fünf Tore erzielt. Die Stammformation im BVB-Angriff setzte sich zumeist mit Herbert Sandmann, Alfred Preißler, Edmund Kasperski, Alfred Niepieklo und Hans Flügel zusammen.
Im dritten Trainerjahr von Schmidt, 1953/54, erzielte Flügel beim 8:0-Auswärtserfolg in Mönchengladbach drei Tore. Einen Glanztag erwischte er beim 3:0-Auswärtserfolg bei Schalke 04 am 29. November 1953, er steuerte zwei Treffer dazu bei. Er bestätigte dabei eindrucksvoll seine Berufung in die westdeutsche Auswahl beim Vergleich gegen Norddeutschland am 10. Oktober 1953 in Dortmund. Er absolvierte in der Saison 27 Ligaspiele und erzielte 13 Tore. In der Serie 1954/55 kamen zwar mit Alfred Kelbassa und Wolfgang Peters zwei weitere Verstärkungen für die Offensive hinzu und das Nachwuchstalent Helmut Kapitulski zeigte in seinen 13 Einsätzen mit drei Treffern bereits seine Qualitäten, aber der BVB kam über den vierten Rang nicht hinaus. Flügel hatte im letzten Trainerjahr von „Bumbes“ Schmidt 21 Einsätze mit vier Toren absolviert und stand auch im BVB-Team, welches am 30. Januar 1955 auf dem Bökelberg gegen Mönchengladbach ein denkwürdiges 6:6-Remis – zwei Treffer von Flügel – zustande brachte.
Verletzungen verhinderten unter dem neuen Trainer Helmut Schneider in der kompletten Vorrunde 1955/56 den Einsatz des Linksaußen. Nach zwei Versuchen zu Beginn der Rückrunde war die Saison für ihn beendet. Kapitulski wurde zu seinem Nachfolger und Stammspieler auf Linksaußen. In den ersten zwei Rundenspielen der Serie 1956/57 – am 18. und 25. August 1956 – gegen den SV Sodingen beziehungsweise FC Schalke 04, bestritt Hans Flügel seine letzten zwei Oberligaspiele für Borussia Dortmund. Verletzungsbedingt beendete er nach 122 Oberligaeinsätzen mit 44 Toren im Sommer 1957 seine Laufbahn.